# Kamafugito
Kamafugito é um termo que descreve várias rochas vulcânicas alcalinas incluindo katungita, mafurita e ugandita, sugerido por Sahama em 1974 , após o estudo de rochas vulcânicas alcalinas no campo vulcânico Toro-Ankole (Uganda, África).
Em 2005 [2] foi sugerido que os kamafugitos podem ser geneticamente relacionados a algumas lamprófiras ultramáficas, como os kimberlitos e os lamproítos, e como essas rochas podem conter diamantes, logo pode haver um grande interesse em compreender a petrogênese das rochas kamafugíticas e seus derivados.
Juntamente com as rochas citadas acima (kimberlitos e lamproítos), os kamafugitos completa o grupo de rochas ultrabásicas potássicas (K2O/Na2O > 1), ou ultrapotássicas (K2O/Na2O > 3), que ocorrem pelo mundo[3]. Como características gerais, além das citadas previamente, os kamafugitos possuem textura comumente porfirítica, com fenocristais de minerais máficos e composição variada. As ocorrências usualmente são como blocos e lapilli em turfos e lavas (raras), geralmente associados a outras rochas potássicas (por exemplo os leucititos).[3]
Rochas kamafugíticas têm baixo Al2O3, mas alto CaO (geralmente> 12%), e, apesar de haverem registros em todos os continentes [4], representam rochas ultrapotássicas primitivas raras. Há autores que consideram os kamafugitos como um potencial membro final entre magmas peralcalinos[5].

## MINERALOGIA
Essas rochas são caracterizadas pela presença de kalsilita (modal), melilita e perovskita, como resultado de sua extrema subsaturação de sílica, baixo Al, enriquecimento em K e Ca extremamente alto [4]. As recomendações do IUGS [6] para rochas portadoras de calsilita eliminam os nomes locais, mas mantêm o termo kamafugito como um nome de série de rochas. A tabela 1 [6] mostra mais detalhadamente a classificação da série kamafugítica conforme seus constituintes minerais, como sugerido pela IUGS.
| Nomenclatura histórica | Nomenclatura recomendada                       |
| ---------------------- | ---------------------------------------------- |
| Mafurito               | Olivina-piroxênio-calsilitito                  |
| Katungito              | Calsilita-leucita-olivina-melilitita           |
| Venanzito              | Calsilita-flogopita-olivina-leucita-melilitita |
| Coppaelito             | Calsilita-flogopita-melilitita                 |
| Ugandito               | Piroxênio-olivina-leucitito                    |

## Ocorrências
As rochas kamafugíticas tem uma restrita ocorrência mundial, estando presente estudos apenas na Itália (Villa Senni, Montanhas Alban), Uganda (Província de Toro-Ankole), China (West Qinling) e no Brasil (na região do Alto Paranaíba e na Província Alcalina de Goiás). As ocorrências desse magmatismo alcalino, além das diferenças mineralógicas descritas, que diferenciam as rochas, a composição química também varia nas diferentes ocorrências. Todas compartilham das mesmas características de baixo SiO2, baixo Al2O3, alto CaO e alto MgO, tendo a suíte brasileira o maior intervalo de SiO2 e Mg#, já a italiana exibe a maior composição de K2O e álcalis totais. Essa diferença entre as ocorrências é bem marcada de forma que o exemplo chinês, brasileiro e de Uganda seguem um mesmo trend, enquanto o exemplo italiano tem algumas características peculiares (além das citadas acima), podendo indicar alguma diferença na sua origem.[7]
O padrão de Elementos Terras Raras e alguns outros (HFSE e LILE) para cada tipo de ocorrência segue aparentemente a mesma distribuição e é possível encontrar diferenças significantes para contar uma história sobre a formação dessas rochas. As rochas kamafugíticas da China, Uganda e Brasil possuem anomalias negativas de Rb, K, P e Ti, apesar de todos possuírem abundância elevada de LILEs (Ba, Rb, Th e U, etc.) de forma similar, porém muito mais enriquecidos, em relação aos basaltos de ilhas oceânicas (OIBs), sendo que a depleção nesses elementos pode ser causada por fracionamentos ocasionados em feldspatoides (nefelinas), apatitas e perovskitas. Esses exemplos possuem características de um manto depletado quando analisados os valores de épsilon Nd e a razão isotópica de Sr, de menos depletado (China), para um intermediário (Uganda) e mais depletado (Brasil)."

## Origem
A origem, como foi mencionado, para as diferentes ocorrências pode ser diferente e controversa. Através da composição química é possível notar que os exemplos da China, Brasil e Uganda seguem um trend (analisando a imagem ao lado). Com esse gráfico percebe claramente esse trend, e como o exemplo italiano está fora do mesmo, dando uma ideia de que algo diferente ocorreu em sua origem.

A imagem ao lado (FIGURA 2) que mostra o padrão de Elementos Terras Raras e alguns outros (HFSE e LILE) para cada tipo de ocorrência e o que se espera da curva dos três depósitos semelhantes é confirmado, seguem aparentemente a mesma distribuição e é possível encontrar diferenças significantes para contar uma história sobre a formação dessas rochas. As rochas kamafugíticas da China, Uganda e Brasil possuiem anomalias negativas de Rb, K, P e Ti, apesar de todos possuírem abundancia elevada de LILEs (Ba, Rb, Th e U, etc.) de forma similar, porém muito mais enriquecidos, em relação aos basaltos de ilhas oceânicas (OIBs), sendo que a depleção nesses elementos pode ser causada por fracionamentos ocasionados em feldspatoides (nefelinas), apatitas e perovskitas. Esses exemplos possuem características de um manto depletado quando analisados os valores de épsilon Nd e a razão isotópica de Sr, de menos depletado (China), para um intermediário (Uganda) e mais depletado (Brasil).
As amostras das rochas italianas são notadamente diferentes, são depletadas em Nb, Ta, P e Ti e ricas em Rb, Ba, Th, U, K e especialmente Pb, com uma típica assinatura de “rochas de arco de ilha” ou materiais de crosta continental, sugerindo que essa distribuição requer uma maior fugacidade de CO2 na região da fonte para permitir um fracionamento de HFSE que pode produzir também a anomalia de Eu que também pode ser vista na imagem. Apesar disso, é mais provável que houve uma variação na fonte das rochas italianas do que no seu caminho até a exposição. 
Os valores de épsilon Nd são mais baixos que os outros exemplos e a razão isotópica de Sr mais alta que os outros exemplos, contribuindo com a ideia de assimilação crustal mas a composição de Mg# mostra que a fonte é bastante primitiva, negando essa possibilidade. Entretanto, contribuição de sedimentos terrígenos na região da fonte do magma é uma possibilidade, assim como um metassomatismo no manto litosférico, mas isso iria requerer que o agente do metassomatismo tivesse uma assinatura crustal prévia.[7]